# 1. ročník udílení cen Emmy
1. ročník udílení cen Emmy se konal v Hollywood Athletic Club v Los Angeles dne 25. ledna 1949. O ocenění se mohly ucházet pouze pořady produkované a vysílané v oblasti Los Angeles v Kalifornii. Předávání moderoval Walter O'Keefe, který nahradil původního moderátora Rudyho Valleeho, jenž musel na poslední chvíli opustit město a nemohl tedy moderovat.

## Ocenění
| Nejpopulárnější televizní pořad | Nejlepší film vytvořený pro televizi |
| --- | --- |
| - Pantomime Quiz, (KTLA) - Armchair Detective, (KTLA) - Don Lee Music Hall, (KTLA) - Felix De Cola Show, (KTLA) - Judy Splinters, (KTLA) - Mabel's Fables, (KTLA) - Masked Spooner, (KTLA) - Treasure of Literature, (KTLA) - Tuesday Varieties, (KTLA) - What's the Name of that Song, (KTLA) | - The Necklace (Your Show Time Series) - Christopher Columbus - Hollywood Brevities - It Could Happen To You - Tell Tale Heart - Time Signal |

### Moderování
| Nejlepší televizní osobnost                                                   |
| ----------------------------------------------------------------------------- |
| - Shirley Dinsdale - Rita LeRoy - Patricia Morison - Mike Stokey - Bill Welsh |

#### Speciální cena
- Louis McManus za vytvoření návrhu sošky pro ceny Emmy

McManus byl oceněn plaketou místo toho, aby získal kopii sošky, kterou navrhl.

#### Cena pro stanici
- KTLA za výborný výkon během celého roku 1948

#### Technická cena
- Charles Mesak a Don Lee za Phasefader.